# هانز سيمونسون
هانز سيمونسون (بالسويدية: Hans Simonsson) مواليد 1 مايو 1962 في السويد، هو لاعب كرة مضرب سويدي. هو أحد أبطال الجراند سلام. أعلى تصنيف له في الفردي كان المركز الـ 45 في سنة 1982.

## النهائيات

### الفوز (1)
| السنة | البطولة                  | الشريك      | المنافس في النهائي           | النتيجة في النهائي |
| 1983  | دورة رولان غاروس الدولية | أندرس جاريد | مارك إدموندسون شيرود ستيوارت | 7–6(4), 6–4, 6–2   |

### الوصافة (1)
| السنة | البطولة                  | الشريك         | المنافس في النهائي        | النتيجة في النهائي    |
| 1985  | دورة رولان غاروس الدولية | شلومو جليكستين | مارك إدموندسون كيم وارويك | 3–6, 4–6, 7–6(5), 3–6 |

## روابط خارجية
- هانز سيمونسون على موقع DriverDB.com (الإنجليزية)
- هانز سيمونسون على موقع رابطة محترفي التنس (الإنجليزية)
- هانز سيمونسون على موقع الاتحاد الدولي لكرة المضرب (الإنجليزية)
- هانز سيمونسون على موقع كأس ديفيز (الإنجليزية)
- هانز سيمونسون على موقع خلاصة التنس.كوم (الإنجليزية)